# (308635) 2005 YU55
(308635) 2005 YU55(2005 YU55)は、アポロ群に属する小惑星で、地球に接近するため監視が必要な地球近傍小惑星の1つ。2005年12月28日に発見された。金星軌道の内側から火星軌道付近までの楕円軌道を1.22年かけて公転している。
2011年11月8日(日本時間9日)に、地球から32万5000kmのところを通過した。月軌道の内側に入る天体の中では、観測史上初の、直径が100mを超える小惑星である。

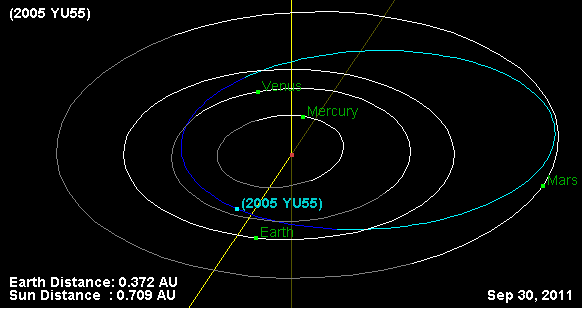
2005 YU55の公転軌道

## 歴史
2005 YU55は、2005年12月28日に発見された。
2010年4月19日には、地球から227万3000kmのところを通過した。このときアレシボ天文台によって電波による観測が行われ、画像が撮影された。その結果、2005 YU55は、ほぼ球体の形をした、直径400mの天体であり、20時間で自転していることがわかった。
世界時2011年11月8日23時28分(日本時間9日8時28分)には、地球から32万5000kmのところを通過した。これは、月軌道の内側であり、地球-月間の84.5％に相当する。光度は最接近時に11等級なので、肉眼では見ることが出来ない。これほどまでに暗いのは、2005 YU55がC型小惑星という、炭素を多く含んだ暗い天体だからである。100m以上の天体が月軌道の内側まで接近したのは、1976年12月26日から27日に地球に最接近した直径200mの小惑星2010 XC15の30万kmで、観測が開始されてからは史上初の出来事である。ちなみに、月には世界時9日7時13分(日本時間同日16時13分)に、23万9700kmまで接近した。
2029年1月19日には、金星から29万3900kmのところまで接近する。将来的には地球、月、金星のどれかに衝突する可能性を潜在的に秘めているが、少なくとも今後200年間はどこにも衝突しないことが分かっている。